# Jon Goodman
Jonathan Goodman meglio noto come Jon (Walthamstow, 2 giugno 1971) è un allenatore di calcio ed ex calciatore irlandese, nato in Inghilterra, di ruolo attaccante.

## Carriera
Nel 2000 terminò la sua carriera da calciatore a causa di un infortunio al ginocchio. In seguito divenne il fisioterapista del Wimbledon, del Reading e della nazionale nordirlandese.